# Тілопо золотистий

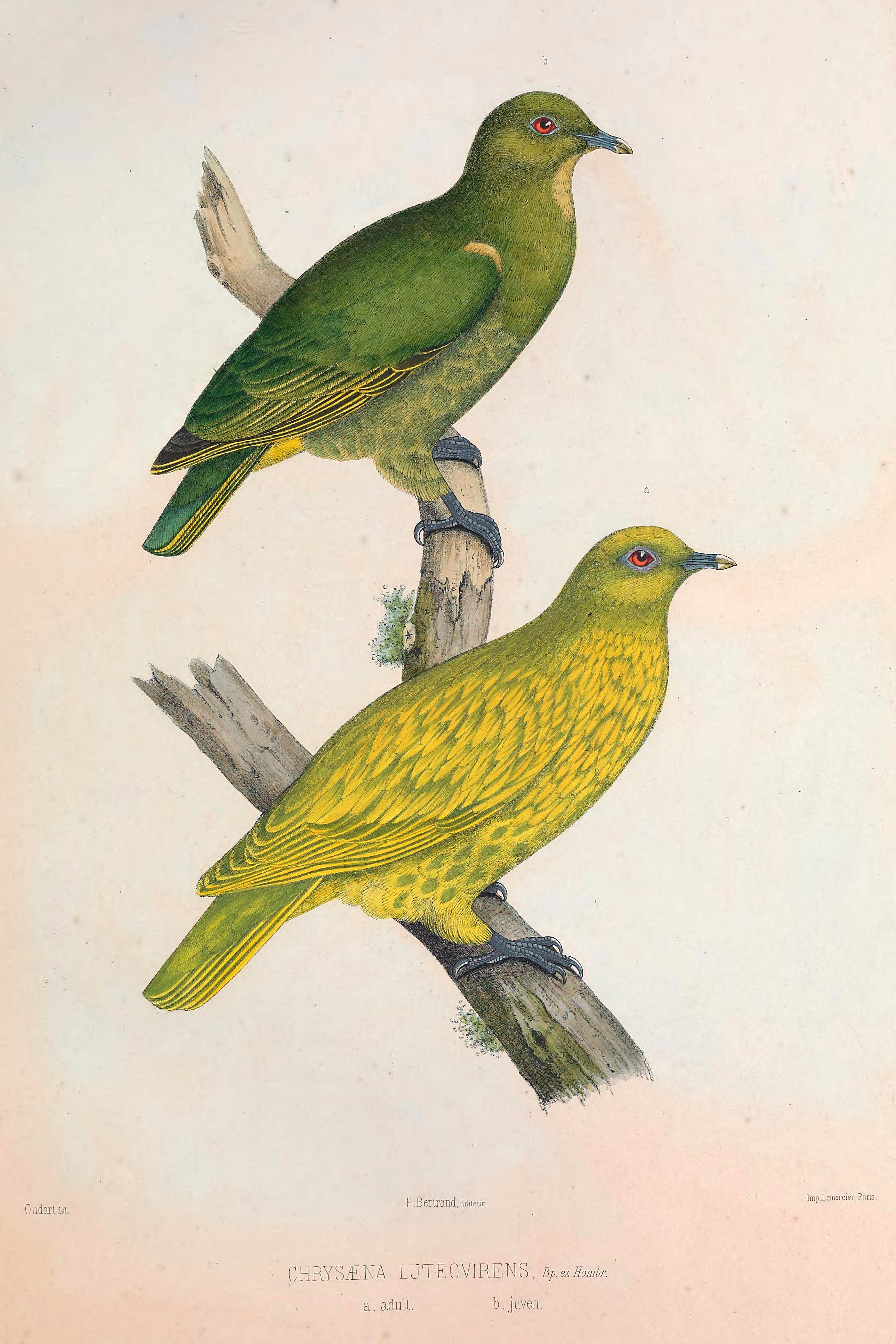
Золотисті тілопо

Тілопо золотистий (Ptilinopus luteovirens) — вид голубоподібних птахів родини голубових (Columbidae). Ендемік Фіджі. Його найближчими родичами є строкаті і жовтоголові тілопо.

## Опис
Довжина птаха становить 18,5-21 см, з яких від 4,9 до 6,2 см припадає на хвіст. Довжина крил 11,8-12,4 см, довжина дзьоба 13-14,5 мм. Виду притаманний статевий диморфізм. Самці мають яскраве, золотисто-жовте забарвлення. Дзьоб, шкіра навколо очей і лапи у них блакитнувато-зелені, очі білуваті. Самиці мають темно-зелене забарвлення, кінчкики крил у них чорні, нижня частина тіла світліша.

## Поширення і екологія
Золотисті тілопо є ендеміками Фіджі. Вони живуть в тропічних лісах, чагарникових заростях і садах. Зустрічаються на висоті від 60 до 2000 м над рівнем моря. Живляться переважно плодами. В кладці одне яйце. 